# روبرت د. كولينز
روبرت د. كولينز (بالإنجليزية: Robert D. Collins)‏ هو طبيب وكاتب أمريكي، ولد في 28 أكتوبر 1928، وتوفي في 28 نوفمبر 2013 في ناشفيل في الولايات المتحدة.